# Вакареча (Ријети)
Вакареча је насеље у Италији у округу Ријети, региону Лацио.
Према процени из 2011. у насељу је живело 79 становника. Насеље се налази на надморској висини од 787 м.